# Giuseppe Vegezzi
Giuseppe Natale Vegezzi (ur. 30 stycznia 1960 w Nerviano) – włoski duchowny katolicki, biskup pomocniczy Mediolanu od 2020.

## Życiorys

### Prezbiterat
Święcenia kapłańskie otrzymał 9 czerwca 1984 i został inkardynowany do archidiecezji mediolańskiej. Pracował głównie jako duszpasterz parafialny, był także m.in. wikariuszem biskupim dla Wikariatu Varese (2018–2020).

### Episkopat
30 kwietnia 2020 papież Franciszek mianował go biskupem pomocniczym archidiecezji mediolańskiej, ze stolicą tytularną Turres Concordiae. Sakry udzielił mu 28 czerwca 2020 arcybiskup Mario Delpini.